# Педерналес (провінція)
Педерналес (ісп. Pedernales) — провінція у Домініканській Республіці. Адміністративний центр — місто Педерналес.
Розташовується на півдні Домініканської Республіки і включає острів Беата. Була відокремлена від провінції Бараона в 1957 році.

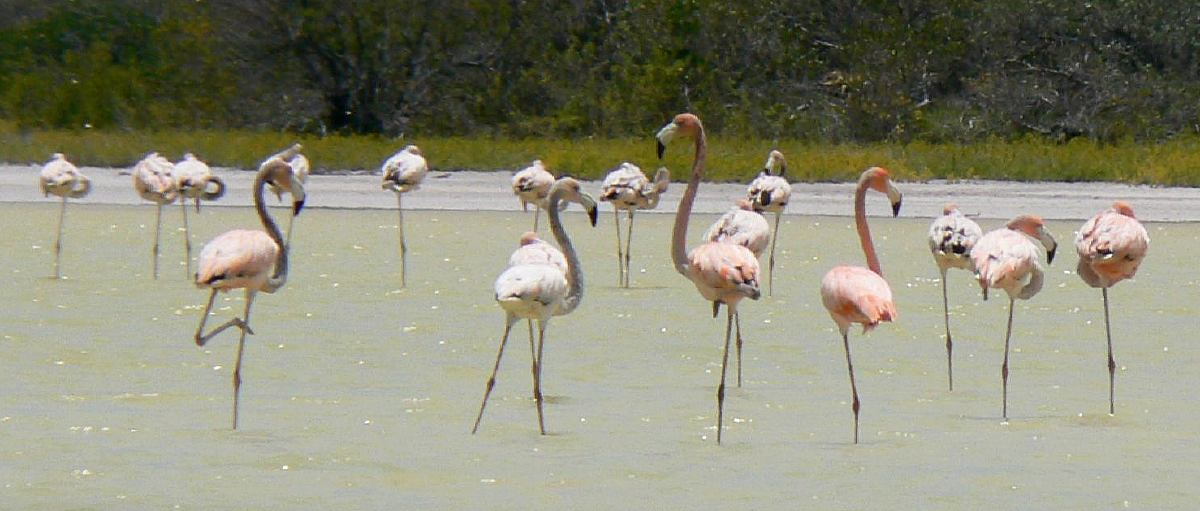
Карибські фламінго в Лаго-де-Ов'єдо, Національний парк Харагуа

## Місцеві та регіональні муніципальні райони
Провінція розділена на два муніципалітети (municipio), а в межах муніципалітетів — на два муніципальних райони (distrito municipal — DM):
- Ов'єдо
  - Хуанчо (D.M.)
- Педерналес
  - Хосе-Франциско-Пенья-Гомес (D.M.)

Населення по муніципалітетах на 2012 рік:
| № | Назва                | Загальне населення | Міське населення | Сільське населення |
| - | -------------------- | ------------------ | ---------------- | ------------------ |
| 1 | Ов'єдо               | 10 986             | 3699             | 7287               |
| 2 | Педерналес           | 27 955             | 16 967           | 10 988             |
|   | Провінція Педерналес | 38 941             | 20 666           | 18 275             |